# Ochojnik świerkowo-modrzewiowy
Ochojnik świerkowo-modrzewiowy (Adelges laricis Vallot.) – gatunek mszyc z rodziny ochojnikowatych. W Polsce powszechny.
Żeruje na dwóch żywicielach – na świerkach i modrzewiach. Dla jego rozwoju konieczna jest obecność obydwu gatunków żywicielskich. Żywicielem pierwotnym jest świerk. Samica składa na igłach świerka jaja, które na nich zimują. Wczesną wiosną w miejscu złożenia jaj tworzą się galasy przypominające wyglądem małe szyszki. Początkowo są zielone, stare, opuszczone już przez mszyce obumierają i stają się brązowe. W każdym z galasów żeruje około 100–150 mszyc pierwszego pokolenia, które po otwarciu galasów przenoszą się na modrzewie, żerując na ich igłach. Ich larwy jesienią ukrywają się w szczelinach kory modrzewia. Na wiosnę powstają z nich uskrzydlone samice drugiego i trzeciego pokolenia, które składają jaja na igłach świerków. Jesienią pojawiają się samce. Zapłodnione samice składają po jednym jaju zimującym na świerku. Wokół niego wiosną również tworzy się galas.
Galasy na świerku są woskowe, zielonkawo-kremowe i stosunkowo małe. Dojrzewają od czerwca do lipca. Wylęgające się w nich skrzydlate samice są szarawe do czarniawych, o długości ciała 1,9-2,0 mm. Skrzydlata samica dojrzewająca na modrzewiu jest ciemnozielona, z szarozieloną głową i tułowiem. Ma długość ciała 1,0-1,5 mm. Oprócz nich na modrzewiu powstaje jedno lub kilka pokoleń samic bezskrzydłych, rozmnażających się przez dzieworództwo (mają tylko szczątkowe skrzydła). Pokryte są ogromną ilością woskowej wełny i dużymi kuleczkami spadzi.

## Szkodliwość i zwalczanie
Bardziej szkodliwy jest dla modrzewia. Igły modrzewia z żerującymi ochojnikami stają się nabrzmiałe, odbarwione, nieregularne powyginane w różne strony. Takie igły przedwcześnie opadają. Ponadto wytwarzają duże ilości spadzi. Rozwijają się na niej grzyby powodujące dodatkowe choroby modrzewi. U świerków galasy powodują zmniejszenie ich walorów dekoracyjnych i osłabienie wzrostu.
Na młodych świerkach można ręcznie obrywać i niszczyć galasy. Zwalczanie chemiczne jest mało skuteczne, gdyż owady ukryte są w galasach, lub pod grubą warstwą wosku. Najbardziej skuteczne jest opryskiwanie na przedwiośniu środkami owadobójczymi kory modrzewi.

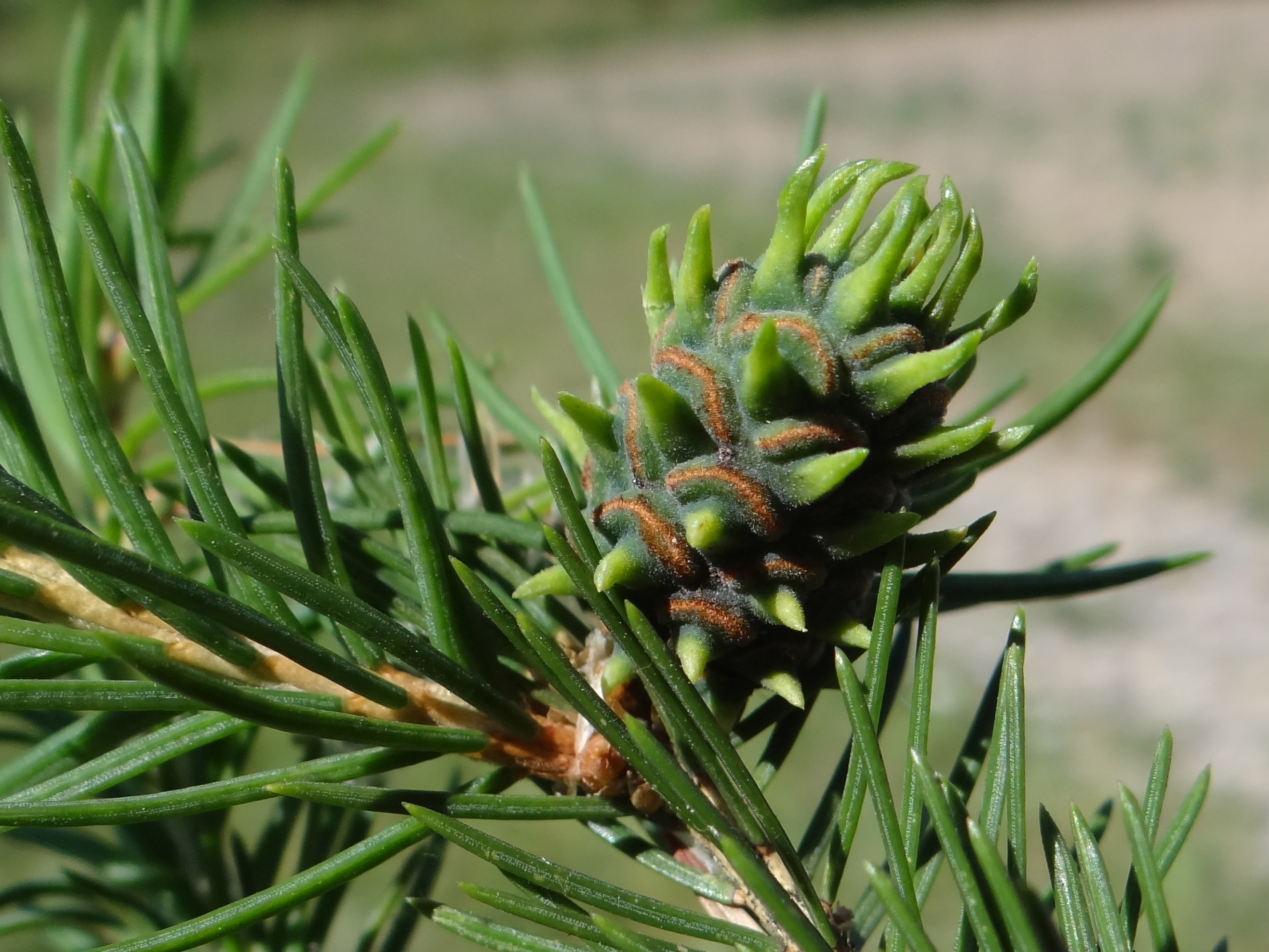
Młody galas na świerku
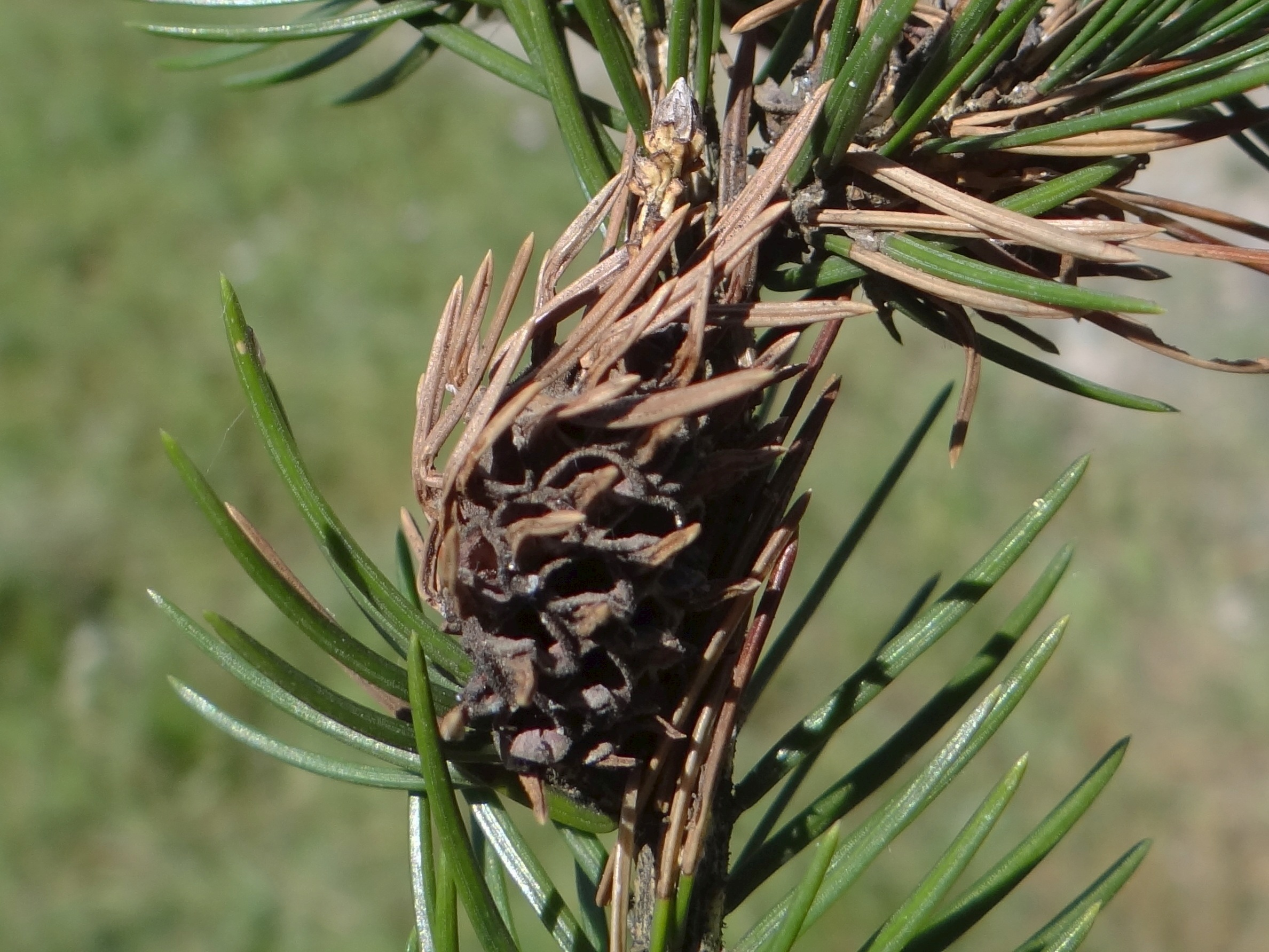
Stary galas na świerku
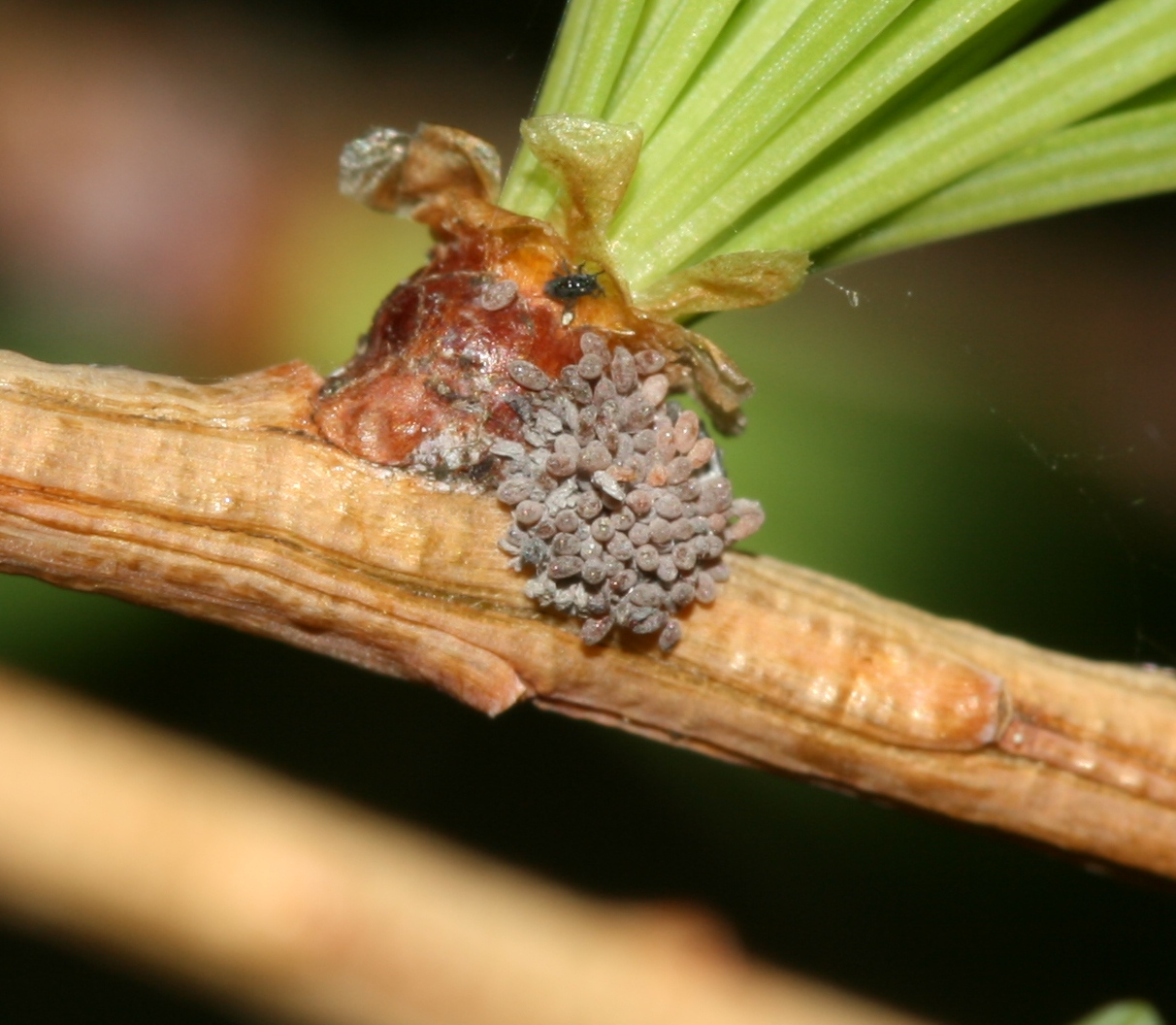
Mszyce na pędzie modrzewia